# آنسونگ (کره جنوبی)
آنسئونگ
شهر آنسئونگ (به کره‌ای: 안성) (به انگلیسی: Anseong) با جمعیت  ۱۵۹٫۱۹۸  نفر در ایالت  گیونگی-دو در کشور کره‌جنوبی واقع شده‌است.

## نگارخانه

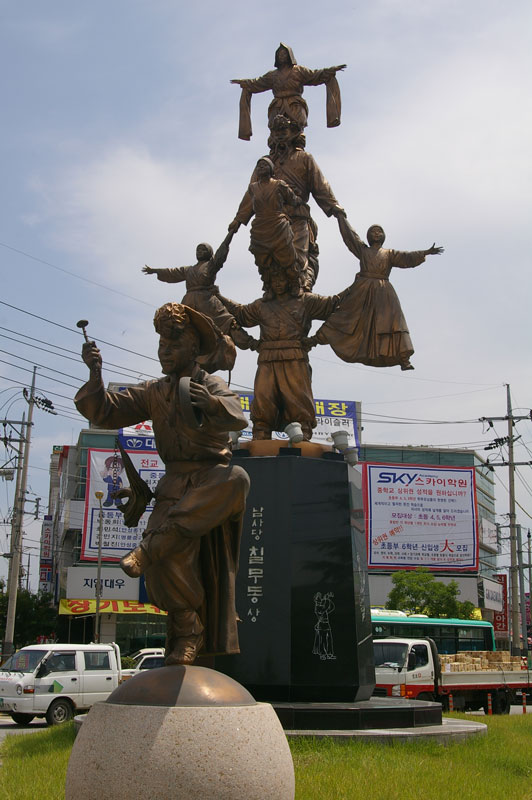
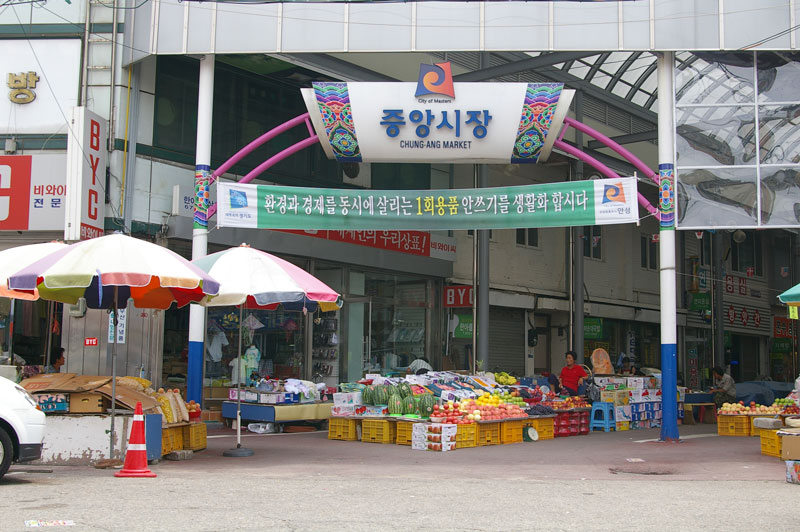
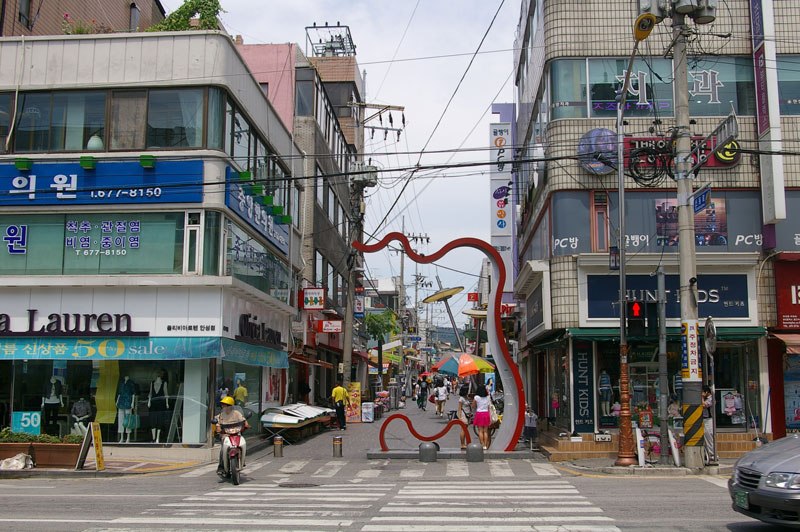